# Les Montagnes de la Lune
Pour plus de détails, voir Fiche technique et Distribution.
Les Montagnes de la Lune (O Desejado) est un film franco-portugais réalisé par Paulo Rocha et sorti en 1987.

## Fiche technique
- Titre : Les Montagnes de la Lune
- Titre original : O Desejado
- Réalisation : Paulo Rocha
- Scénario : Antoine Lacomblez, Manuel de Lucena, Paulo Rocha et Jorge Silva Melo, d'après Le Dit du Genji de Shikibu Murasaki
- Photographie : Kozo Okazaki
- Son : Joaquim Pinto
- Montage : Christiane Lack
- Musique : Philippe Hersant
- Sociétés de production : Arion Productions (Paris) - Suma Filmes (Lisbonne)
- Pays de production :  France -  Portugal
- Distribution (France) : Capital Cinéma
- Durée : 110 minutes
- Dates de sortie : 
  - Italie : 31 août 1987 (Mostra de Venise)
  - France : 13 janvier 1988[1]

## Distribution
- Luís Miguel Cintra : Joãp
- Caroline Chaniolleau (de) : Antonia
- Yves Afonso : Laurentino
- Jacques Bonnaffé : Tiago
- Manuela de Freitas : Isabel

## Sélections
- Mostra de Venise 1987[2]
- Festival du film de Turin 1987[3]